# Neudorf bei Ilz
Neudorf bei Ilz ist eine Ortschaft der Marktgemeinde Ilz in der Steiermark.

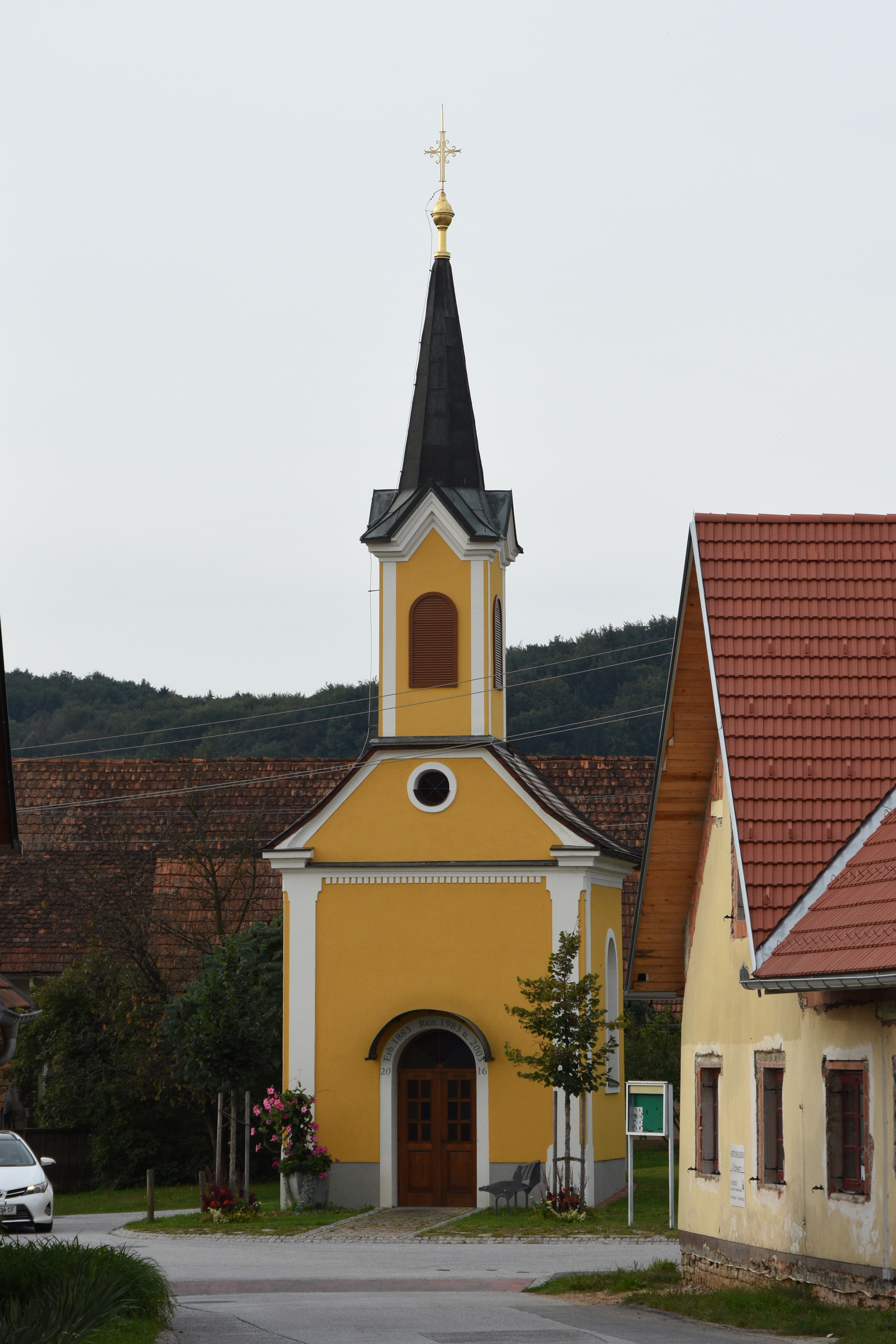
Kapelle Neudorf bei Ilz

Der Ort liegt östlich von Ilz am Ausgang des Ilztales in verkehrsgünstiger Lage, da neben dem Ilztal und dem Feistritztal auch die Süd Autobahn am Ort vorbeiführt. Die Ortschaft zählt 511 Einwohner (Stand: 1. Jänner 2024). Die zugehörige Katastralgemeinde trägt den Namen Neudorf ohne Zusatz.
Mit 1. Jänner 1968 wurden die Gemeinden Buchberg bei Ilz, Ilz, Kalsdorf bei Ilz, Kleegraben,
Mutzenfeld, Neudorf bei Ilz und Reigersberg zur Gemeinde Ilz  zusammengelegt.